# (27977) Distratis
(27977) Distratis est un astéroïde de la ceinture principale.

## Description
(27977) Distratis est un astéroïde de la ceinture principale. Il fut découvert le 25 octobre 1997 à San Marcello Pistoiese par Luciano Tesi et Andrea Boattini. Il présente une orbite caractérisée par un demi-grand axe de 2,55 UA, une excentricité de 0,22 et une inclinaison de 13,5° par rapport à l'écliptique.

## Compléments